# 帕蒂利亞帕塔火山
18°3′0″S 69°2′0″W / 18.05000°S 69.03333°W

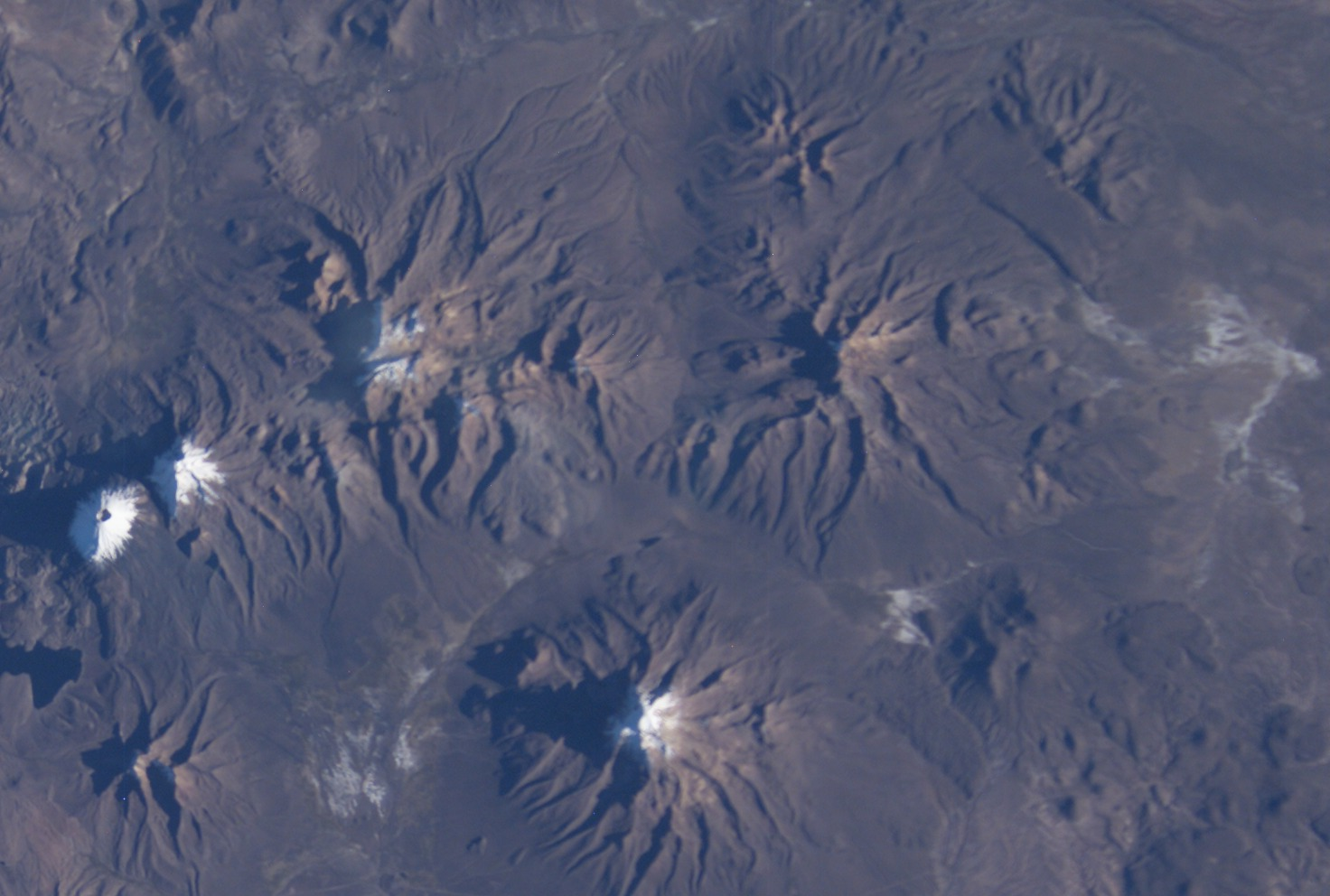

帕蒂利亞帕塔火山是玻利維亞的火山，位於該國西部，由奧魯羅省負責管轄，屬於安第斯山脈的一部分，海拔高度5,415米，山體由安山岩和玄武岩組成。